# Gingee
Gingee è una suddivisione dell'India, classificata come nagar panchayat, di 20.896 abitanti, situata nel distretto di Viluppuram, nello stato federato del Tamil Nadu. In base al numero di abitanti la città rientra nella classe III (da 20.000 a 49.999 persone).
Gingee è famosa per l'antica cittadella fortificata di Senji, popolare attrazione turistica locale. La dinastia Kon gettò le basi per la costruzione del forte nel 1190. Successivamente, il forte fu costruito dalla dinastia Chola nel XIII secolo. Nel 1638, Senji passò sotto il controllo del sultanato di Bijapur da Vijayanagar. Nel 1677, alcune piccole porzioni della cittadella passarono sotto il controllo del maragià Marāthā Shivaji. Nel 1690, il forte passò nelle mani dei Moghul e divenne il quartier generale della città di Arcot. Il forte cambiò ancora proprietà nel 1750, quando passò ai francesi, e infine agli inglesi nel 1762. Durante questo periodo, molti elementi scultorei di Senji furono spostati a Pondicherry dai francesi.

## Storia

### Origini di Gingee
Secondo antiche cronache, Gingee divenne una località fortificata solamente intorno al 1200. Le cronache riportano che Ananda Kon, un pastore appartenente alla casta pastorale del luogo, trovò per caso un tesoro in una delle cavità di una collina mentre pascolava le sue pecore. Facendosi capo di una piccola banda di guerrieri, sconfisse i capi dei villaggi vicini, costruì un piccolo forte ed elevò a casta superiore i suoi seguaci. Alla morte di Ananda,i suoi successori diedero vita alla dinastia Kon, che proseguì i lavori di fortificazione e regnò per alcuni anni sulla regione.I Kon furono però soppiantati vent'anni dopo da Kobilingan, un capo della tribù Kurumba, che spodestò la dinastia e regnò fino a quando la regione passò sotto il controllo dell'impero Hoysala dagli ultimi anni del XIII secolo fino alla prima metà del XIV secolo.

### Dominio dell'impero Vijayanagar
Dagli Hoysala, il forte passò con relativa facilità, nelle mani dei primi sovrani dell'impero Vijayanagar. I domini dell'impero si espansero progressivamente nell'India meridionale, e ciò portò alla divisione dell'amministrazione imperiale in tre grandi province, le quali erano sotto il controllo delle dinastie Nayak. Queste dinastie erano i Nayak di Madurai, i Nayak di Tanjore e i Nayaks di Senji. Le informazioni su questi ultimi e sul loro governo sono molto scarse. Le poche fonti dicono che Tupakula Krishnappa Nayaka (1490 - 1521) della famiglia Chandragiri fu il fondatore della linea dinastica Nayaka dei sovrani di Senji. Sembra che abbia governato in maniera gloriosa lungo tutta la costa da Nellore fino a Coleroon fino al 1521. Sotto i Nayak, il forte fu rinforzato e la città crebbe enormemente. 

## Geografia fisica
La città è situata a 12° 15' 0 N e 79° 25' 0 E e ha un'altitudine di 91 m s.l.m..

## Società

### Evoluzione demografica
Al censimento del 2001 la popolazione di Gingee assommava a 20.896 persone, delle quali 10.493 maschi e 10.403 femmine. I bambini di età inferiore o uguale ai sei anni assommavano a 2.218, dei quali 1.077 maschi e 1.141 femmine. Infine, coloro che erano in grado di saper almeno leggere e scrivere erano 15.157, dei quali 8.497 maschi e 6.660 femmine.